# Zanagee Artis
Zanagee Artis (2000 o 2001) es un activista climático estadounidense. Es conocido por ser cofundador en 2017 del grupo de activistas climáticos liderado por jóvenes Zero Hour. A partir de 2021, Artis fue director interino de políticas de Zero Hour.

## Biografía
En la escuela secundaria, comenzó el Comité de Sustentabilidad de su escuela secundaria, que se convirtió en su Equipo Verde. En el verano entre su tercer y último año de secundaria en 2017, asistió a un programa de verano en la Universidad de Princeton. Artis afirma que comenzó a pensar más allá de su comunidad local después de hablar con sus compañeros participantes del programa Jamie Margolin y Madelaine Tew. Ellos y otros jóvenes activistas formaron Zero Hour. Zero Hour menciona el colonialismo, el capitalismo, el racismo y el patriarcado como las causas centrales de la crisis climática.
Zero Hour organizó la Marcha por el Clima de la Juventud en julio de 2018 en Washington, D. C., con marchas satélite en todo el mundo. Artis, como director de logística, planificó el evento principal y coordinó con la Policía del Capitolio de los Estados Unidos. Artis afirma: «Ese fue un verdadero punto de partida para nuestro movimiento y también inspiró a los jóvenes de todo el mundo. Fridays for Future de Greta Thunberg en realidad se inspiró en la Marcha por el clima de la juventud».
Posteriormente, Artis trabajó con Sunrise Movement en las huelgas climáticas de septiembre y noviembre de 2019. En septiembre de 2020, afirmó que Zero Hour cambió su enfoque a la educación. Durante las elecciones presidenciales de los Estados Unidos de 2020, como director de políticas, Artis dirigió la campaña # Vote4OurFuture. La campaña se centró en estados indecisos como Michigan y Pensilvania, con el objetivo de aumentar la participación de votantes en apoyo del Green New Deal. Artis declaró: «Queremos que el cambio climático sea una prioridad máxima en la mente de las personas cuando vayan a las urnas en noviembre debido a la forma en que afectará a las personas de color y las personas que viven en esas ciudades».

## Vida personal
Artis creció en Clinton, Connecticut y acredita que su infancia en Hammonasset Beach State Park le inspiró interés en el ecologismo. Artis ingresó a la Universidad Brown en 2018, con la intención de asistir a la facultad de derecho. Es miembro de la fraternidad Zeta Delta Xi.